# Liste der Stolpersteine in der Bretagne

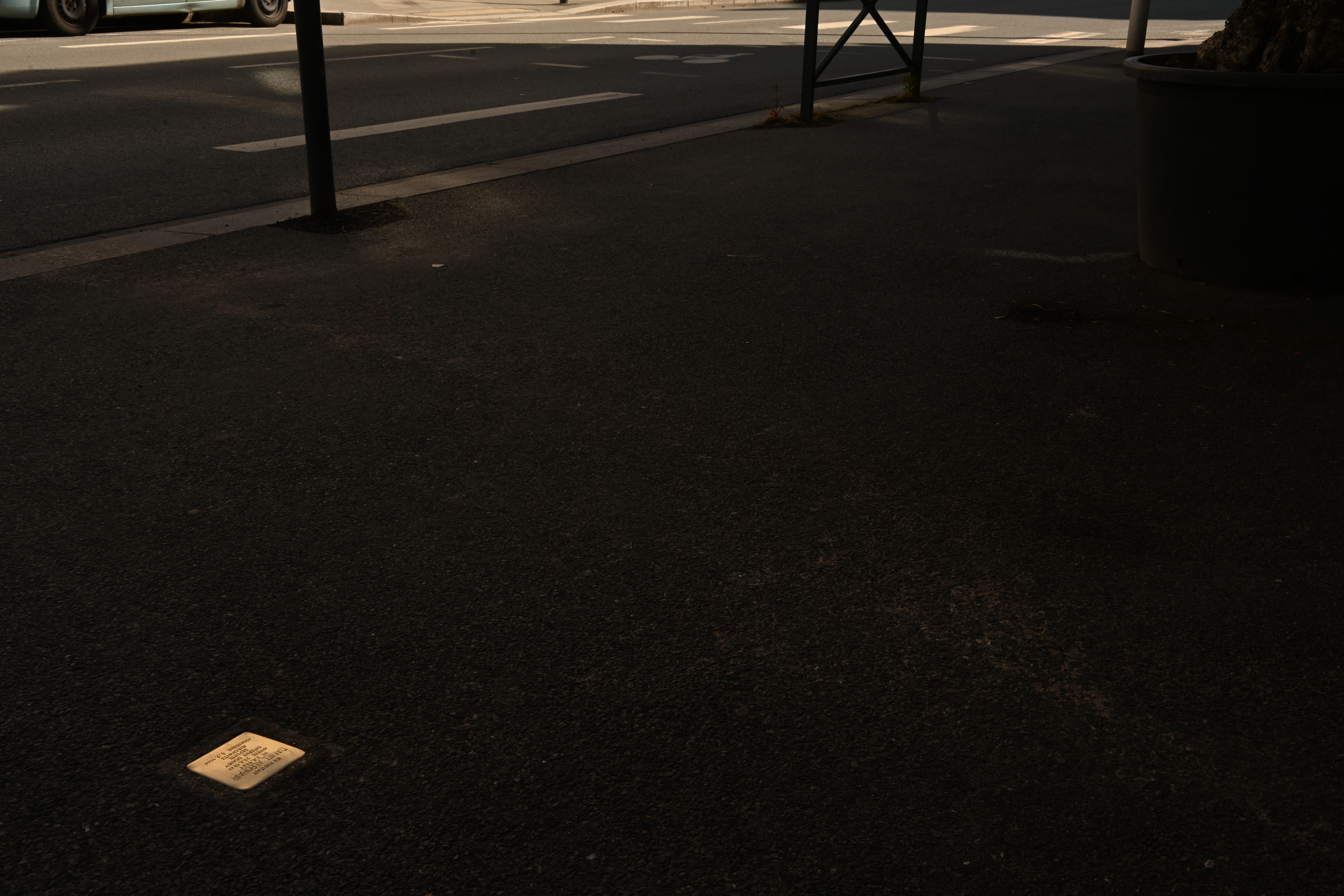
Stolperstein für Daniel Albohair in Saint-Malo

Die Liste der Stolpersteine in der Bretagne enthält die Stolpersteine in der französischen Region Bretagne. Sie erinnern an das Schicksal der Menschen, die während der deutschen Besetzung Frankreichs im Zweiten Weltkrieg ermordet, deportiert, vertrieben oder in den Suizid getrieben wurden. Die Stolpersteine wurden von Gunter Demnig verlegt. Sie liegen im Regelfall vor dem letzten selbst gewählten Wohnsitz des Opfers. Die Stolpersteine werden im französischen Sprachbereich zumeist pavés de mémoire genannt, die wörtliche Übersetzung wäre „pierres sur lesquelles on trébuche“.
Die erste Verlegung in dieser Region war am 23. Mai 2023 in Saint-Malo. Der Halbbruder des Opfers war bei der Zeremonie anwesend.

## Verlegte Stolpersteine

### Île-aux-Moines
In Île-aux-Moines wurden fünf Stolpersteine verlegt, sie befinden sich alle am Hafen.
| Stolperstein | Übersetzung | Name, Leben                               |
| ------------ | --- | ----------------------------------------- |
|              | HIER WOHNTE ISIDORE COHEN GEBOREN 1896 VERHAFTET 20.3.1943 [...] ENTWICHEN 2.9.1944                                            | Isidore Cohen (1896–)                     |
|              | HIER WOHNTE LISE KWASS GEBOREN 1876 VERHAFTET 20.3.1943 DEPORTIERT 18.7.1943 AUSCHWITZ ERMORDET 28.6.1943                      | Lise Kwass (1876–1943)                    |
|              | AUF DER ÎLE AUX MOINES WOHNTE VIOLETTE KWASS GEB. HERANGER 1902 VERHAFTET 20.3.1943 INTERNIERT DRANCY ENTWICHEN 1943 ENTKOMMEN | Violette Kwass, geborene Heranger (1902–) |
|              | HIER WOHNTE AIMÉ LE BOULER GEBOREN 1910 WIDERSTANDSKÄMPFER VERHAFTET IN LYON [....] ERMORDET 1944 DAUTMERGEN                   | Aimé Le Bouler (1910–1944)                |
|              | HIER WOHNTE HENRI MARX GEBOREN 1897 VERHAFTET 20.3.1943 DEPORTIERT 18.7.1943 AUSCHWITZ ERMORDET 23.7.1943                      | Henri Marx (1897–1943)                    |

### Saint-Brieuc
In Saint-Brieuc wurden 20 Stolpersteine an sechs Adressen verlegt.
| Stolperstein | Übersetzung | Verlegeort                            | Name, Leben                                                |
| ------------ | --- | ------------------------------------- | ---------------------------------------------------------- |
|              | HIER WOHNTE CLAIRE BASSAN GEBOREN 1903 INTERNIERT DRANCY DEPORTIERT 10.2.1944 AUSCHWITZ ERMORDET 13.2.1944                              | 2, place de la cité Saint-Brieuc      | Claire Bassan, geborene Mazliya (auch Masliah) (1903–1944) |
|              | HIER WOHNTE HENRI BASSAN GEBOREN 1938 INTERNIERT DRANCY DEPORTIERT 10.2.1944 AUSCHWITZ ERMORDET 13.2.1944                               | 2, place de la cité Saint-Brieuc      | Henri Bassan (1938–1944)                                   |
|              | HIER WOHNTE MICHEL BASSAN GEBOREN 1937 INTERNIERT DRANCY DEPORTIERT 10.2.1944 AUSCHWITZ ERMORDET 13.2.1944                              | 2, place de la cité Saint-Brieuc      | Michel Bassan (1937–1944)                                  |
|              | HIER WOHNTE PEPO BASSAN GEBOREN 1902 TOT 16.5.1942 ÜBERWACHTER WOHNSITZ ÉCOMMOY                                                         | 36ter, rue du Port Saint-Brieuc       | Pépo Bassan (1902–1942)                                    |
|              | HIER WOHNTE ROBERT BASSAN GEBOREN 1898 INTERNIERT DRANCY DEPORTIERT 10.2.1944 AUSCHWITZ ERMORDET 13.2.1944                              | 2, place de la cité Saint-Brieuc      | Robert Bassan (1898–1944)                                  |
|              | HIER WOHNTE ISRAEL DAVY GEBOREN 1906 INTERNIERT DRANCY DEPORTIERT 10.2.1944 AUSCHWITZ ERMORDET 13.2.1944                                | 2, rue du Chapitre Saint-Brieuc       | Israel Davy (1906–1944)                                    |
|              | HIER WOHNTE JOSEPH DAVY GEBOREN 1937 INTERNIERT DRANCY DEPORTIERT 10.2.1944 AUSCHWITZ ERMORDET 13.2.1944                                | 2, rue du Chapitre Saint-Brieuc       | Joseph Davy (1937–1944)                                    |
|              | HIER WOHNTE LEON DAVY GEBOREN 1937 INTERNIERT DRANCY DEPORTIERT 10.2.1944 AUSCHWITZ ERMORDET 13.2.1944                                  | 2, rue du Chapitre Saint-Brieuc       | Leon Davy (1937–1944)                                      |
|              | HIER WOHNTE MAURICE DAVY GEBOREN 1931 INTERNIERT DRANCY DEPORTIERT 10.2.1944 AUSCHWITZ ERMORDET 13.2.1944                               | 2, rue du Chapitre Saint-Brieuc       | Maurice Davy (1931–1944)                                   |
|              | HIER WOHNTE ROGER DAVY GEBOREN 1941 INTERNIERT DRANCY DEPORTIERT 10.2.1944 AUSCHWITZ ERMORDET 13.2.1944                                 | 2, rue du Chapitre Saint-Brieuc       | Roger Davy (1941–1944)                                     |
|              | HIER WOHNTE ROSA DAVY GEBOREN 1906 INTERNIERT DRANCY DEPORTIERT 10.2.1944 AUSCHWITZ ERMORDET 13.2.1944                                  | 2, rue du Chapitre Saint-Brieuc       | Rosa Davy, geborene Ibensal (1906–1944)                    |
|              | HIER WOHNTE ALAIN FEKETE GEBOREN 1937 INTERNIERT DRANCY DEPORTIERT 30.5.1944 AUSCHWITZ ERMORDET 2.6.1944                                | 22, rue des Capucins Saint-Brieuc     | Alain Fékète (1937–1944)                                   |
|              | HIER WOHNTE IRENE FEKETE GEBOREN 1901 INTERNIERT DRANCY DEPORTIERT 30.5.1944 AUSCHWITZ ERMORDET 2.6.1944                                | 22, rue des Capucins Saint-Brieuc     | Irene Fékète (1901–1944)                                   |
|              | HIER WOHNTE JEAN LEVY GEBOREN 1928 INTERNIERT DRANCY DEPORTIERT 31.7.1943 AUSCHWITZ ERMORDET 2.8.1943                                   | 30, rue du Bel Orient Saint-Brieuc    | Jean Lévy (1928–1943)                                      |
|              | HIER WOHNTE MAURICE LEVY GEBOREN 1890 INTERNIERT DRANCY DEPORTIERT 31.7.1943 AUSCHWITZ ERMORDET 2.8.1943                                | 30, rue du Bel Orient Saint-Brieuc    | Maurice Lévy (1890–1943)                                   |
|              | HIER WOHNTE RAYMOND LEVY GEBOREN 1925 INTERNIERT DRANCY DEPORTIERT 31.7.1943 AUSCHWITZ ERMORDET 2.8.1943                                | 30, rue du Bel Orient Saint-Brieuc    | Raymond Lévy (1925–1943)                                   |
|              | HIER WOHNTE SUZANNE LEVY GEBOREN 1894 INTERNIERT DRANCY DEPORTIERT 31.7.1943 AUSCHWITZ ERMORDET 2.8.1943                                | 30, rue du Bel Orient Saint-Brieuc    | Suzanne Lévy (1894–1943)                                   |
|              | HIER WOHNTE CLAUDE ROSENBERG GEBOREN 1938 VERTRIEBEN LA FERTE-BERNARD INTERNIERT DRANCY DEPORTIERT 23.3.1943 SOBIBOR ERMORDET 28.3.1943 | 16, rue du Maréchal Foch Saint-Brieuc | Claude Rosenberg (1938–1943)                               |
|              | HIER WOHNTE ELIANE ROSENBERG GEBOREN 1939 VERTRIEBEN LA FERTE-BERNARD INTERNIERT DRANCY DEPORTIERT 23.3.1943 SOBIBOR ERMORDET 28.3.1943 | 16, rue du Maréchal Foch Saint-Brieuc | Eliane Rosenberg (1939–1943)                               |
|              | HIER WOHNTE FANNY ROSENBERG GEBOREN 1911 VERTRIEBEN LA FERTE-BERNARD INTERNIERT DRANCY DEPORTIERT 23.3.1943 SOBIBOR ERMORDET 28.3.1943  | 16, rue du Maréchal Foch Saint-Brieuc | Fanny Rosenberg (1911–1943)                                |

### Saint-Malo
In Saint-Malo wurde bisher ein Stolperstein verlegt, es handelt sich um den ersten Stolperstein der Bretagne.
| Stolperstein | Übersetzung | Verlegeort                            | Name, Leben |
| ------------ | --- | ------------------------------------- | --- |
|              | HIER WOHNTE DANIEL ALBOHAIR GEBOREN 2.6.1941 VERHAFTET 25.5.1944 INTERNIERT DRANCY DEPORTIERT AUSCHWITZ ERMORDET 5.7.1944 | 1, boulevard Chateaubriand Saint-Malo | Daniel Albohair wurde am 2. Juni 1941 in Saint-Malo geboren. Seine Eltern waren Samuel Albohair und dessen Frau Rajla. Das Paar war vor den Judenverfolgungen aus Paris geflüchtet. In Saint-Malo lebte die Familie 10 Monate, dann flohen sie weiter in die Zone libre des Département Isère. Dort wurde die Familie denunziert und am 25. Mai 1944 verhaftet. Albohair und seine Eltern wurde in Sammellager Drancy interniert und von dort einige Wochen später, am 30. Juni 1944, mit dem Transport 76 in das Vernichtungslager Auschwitz deportiert. Der Deportationszug langte am 4. Juli 1944 in Auschwitz ein. Daniel Albohair und seine Mutter wurden kurz danach in einer Gaskammer ermordet. Sein Vater wurde zur Arbeit ins Lager selektiert und überlebte die Shoah. Ein Halbbruder Daniel Albohairs war bei der Verlegung des Stolpersteines anwesend. |

## Verlegedaten
- 23. Mai 2023: Saint-Malo
- 14. August 2024: Île-aux-Moines
- 3. April 2025: Saint-Brieuc